# تمارين انزلاق العصب
تمارين انزلاق العصب (بالإنجليزية: Nerve glide)‏، وتُعرف أيضًا باسم تمارين تمشيط العصب أو تمطيط العصب، هي تمارين علاجية تهدف إلى تمديد الأعصاب الطرفية وتحفيز حركتها الطبيعية والسلسة داخل الجسم.
تُساعد هذه التمارين العصب على الانزلاق بحرية بالتزامن مع حركة المفصل، وتُخفف من الضغط أو الانضغاط العصبي.
لا يمكن إجراء تمارين انزلاق العصب في حال وجود إصابة أو التهاب، لأن العصب يكون حينها مُحاصَرًا داخل الأنسجة المحيطة به قرب المفصل. ولذلك، تُستخدم هذه التمارين بشكل واسع في برامج التأهيل وفترة ما بعد العمليات الجراحية.
تشمل الأعصاب التي تحتاج إلى تمارين انزلاق أثناء فترة التأهيل:
- العصب الكعبري
- العصب المتوسط
- العصب الوركي
- العصب الزندي

وتُعد الحالات التالية من أكثر الحالات التي تستفيد من هذه التمارين:
- متلازمة النفق الرسغي
- متلازمة النفق المرفقي
- اعتلال العصب الكعبري

وغيرها من اعتلالات الأعصاب الطرفية.
يقوم المعالجون الفيزيائيون بوصف تمارين انزلاق عصبي مختلفة حسب التشخيص الصحيح للحالة والأعراض، وذلك لتحقيق أقصى فائدة. يشعر المريض عادةً بتخفف في الألم عند تمدد العصب بطريقة صحيحة، ولكن يجب تجنب التمارين العنيفة. وفي حال عدم التشخيص الدقيق للحالة، فإن ممارسة هذه التمارين قد تؤدي إلى تفاقم الحالة أو تفاقم الضرر العصبي.
يُنصح بتكرار التمارين عدة مرات يوميًا حسب طبيعة الحالة، وعادةً ما يشعر المرضى بتخفيف في الألم بعد عدة أسابيع من المواظبة على التمارين.

## الأبحاث

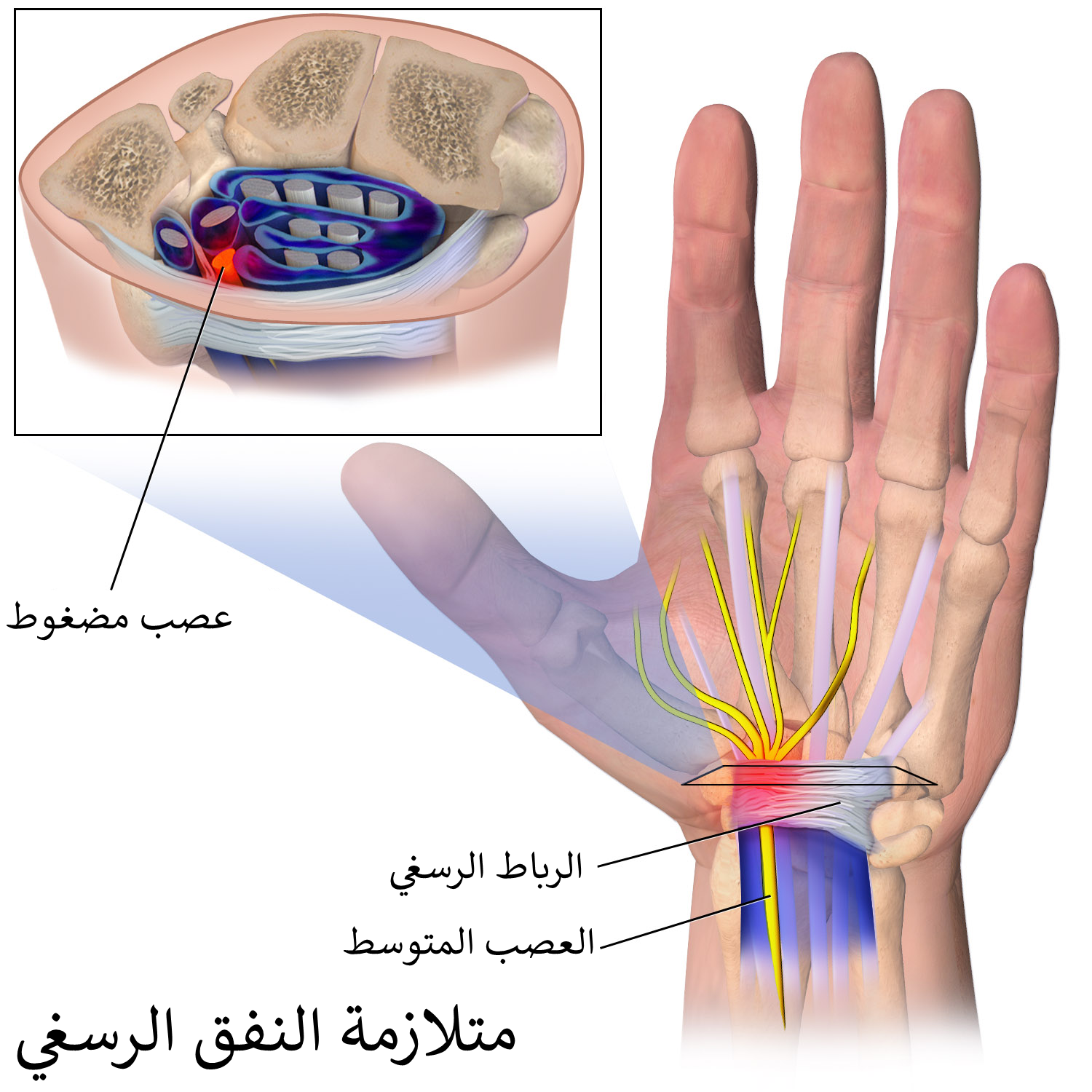
متلازمة النفق الرسغي، أعراض متلازمة النفق الرسغي والموقع التشريحي للمنطقة المصابة.

### متلازمة النفق الرسغي
متلازمة النفق الرسغي هي حالة تسبب الألم عندما يمر العصب الناصف عبر النفق الرسغي في المعصم. تحدث هذه الحالة عندما يتعرض العصب الناصف للتهيج والضغط والشد. تتسبب متلازمة النفق الرسغي في ظهور أعراض مثل الألم، والخدر، وضمور العضلات وتؤدي هذه الحالة إلى آلام مزمنة وصعوبات اقتصادية للمرضى حيث تتطلب الغياب عن العمل والعلاج الجراحي.
تُعد تمارين انزلاق العصب واحدة من أفضل العلاجات لمتلازمة النفق الرسغي حيث تساعد في تحريك العصب. يساعد استعادة حركة العصب في تخفيف التورم واستعادة الالتصاق داخل النفق الرسغي.وفقًا للأبحاث، فإن تمارين انزلاق العصب تُقلل الألم، وتُحسن الزمن الحساس للمنطقة البعيدة، وتُحسن الوظائف التي تتطلب قوة في الإمساك. ومع ذلك، فإن التمارين غير المناسبة قد تزيد من سوء الحالة. يجب أن تتجنب تمارين انزلاق العصب تمديد العصب المتوسط بشكل مفرط أثناء تمديد الأصابع في امتدادات المعصم أو في أي حالة أخرى غير موصى بها.
تمارين انزلاق العصب ليست الطريقة المثلى لكل مريض. هناك أدلة محدودة على فعالية انزلاق العصب. ومع ذلك، فإن إضافة تمارين انزلاق العصب إلى العناية التحفظية يسرّع من عملية التأهيل ويتجنب الحاجة للعلاج الجراحي. يتطلب الأمر المزيد من البحث لدراسة فعالية العلاج الطبيعي لانزلاق العصب وتحديد المجموعات التي تستجيب بشكل أفضل.

ظهور آلام أسفل الظهر بسبب ضغط العصب الوركي.

### عرق النسا الحاد ومدى حركة الورك
عرق النسا هو ألم في أسفل الظهر يمكن أن يمتد إلى القدمين. يحدث هذا الألم العصبي نتيجة لتهيج أو انضغاط جذور الأعصاب. يُعرف عرق النسا بأنه عرض مؤلم للغاية.
تُعد تمارين انزلاق العصب خيارًا شائعًا لعلاج عرق النسا بسبب فعاليتها من حيث التكلفة. بعد أداء تمارين انزلاق العصب، تحسن مؤشر تقييم الألم الرقمي الذي يقيّمه المرضى، مما يشير إلى تقليل الألم. تساعد تمارين انزلاق العصب على تقليل عرق النسا الحاد وتحسين مدى حركة الورك. عندما يتم إجراء تمارين انزلاق العصب بالتوازي مع علاجات أخرى، يؤدي ذلك إلى تقليل أكبر في الألم. ومع ذلك، تشير الأبحاث إلى أنه لا يوجد فرق ذي دلالة إحصائية في النتائج بين المرضى الذين تم علاجهم بتمارين انزلاق العصب والعلاجات التقليدية الأخرى.

### ألم الرقبة والذراع
تُستخدم تمارين انزلاق العصب في إعادة تأهيل الآلام المتعلقة بالأعصاب في الرقبة والذراع. يبدأ الألم من الرقبة ويمتد إلى الذراع. تعتبر علاج تمارين انزلاق العصب مفيدة في تقليل شدة الألم، وتحقيق تحسنات قصيرة المدى. عُثر على أن هذا العلاج يدير الأنسجة العصبية من خلال أوضاع وحركات معينة للأجزاء المتألمة. يساعد التمدد في تقليل الحساسية الميكانيكية للأعصاب مما يخفف الانزعاج، مما يؤدي في النهاية إلى استعادة الوظيفة الطبيعية للجسم. ومع ذلك، تبقى التأثيرات طويلة المدى لتمارين انزلاق العصب غير واضحة.

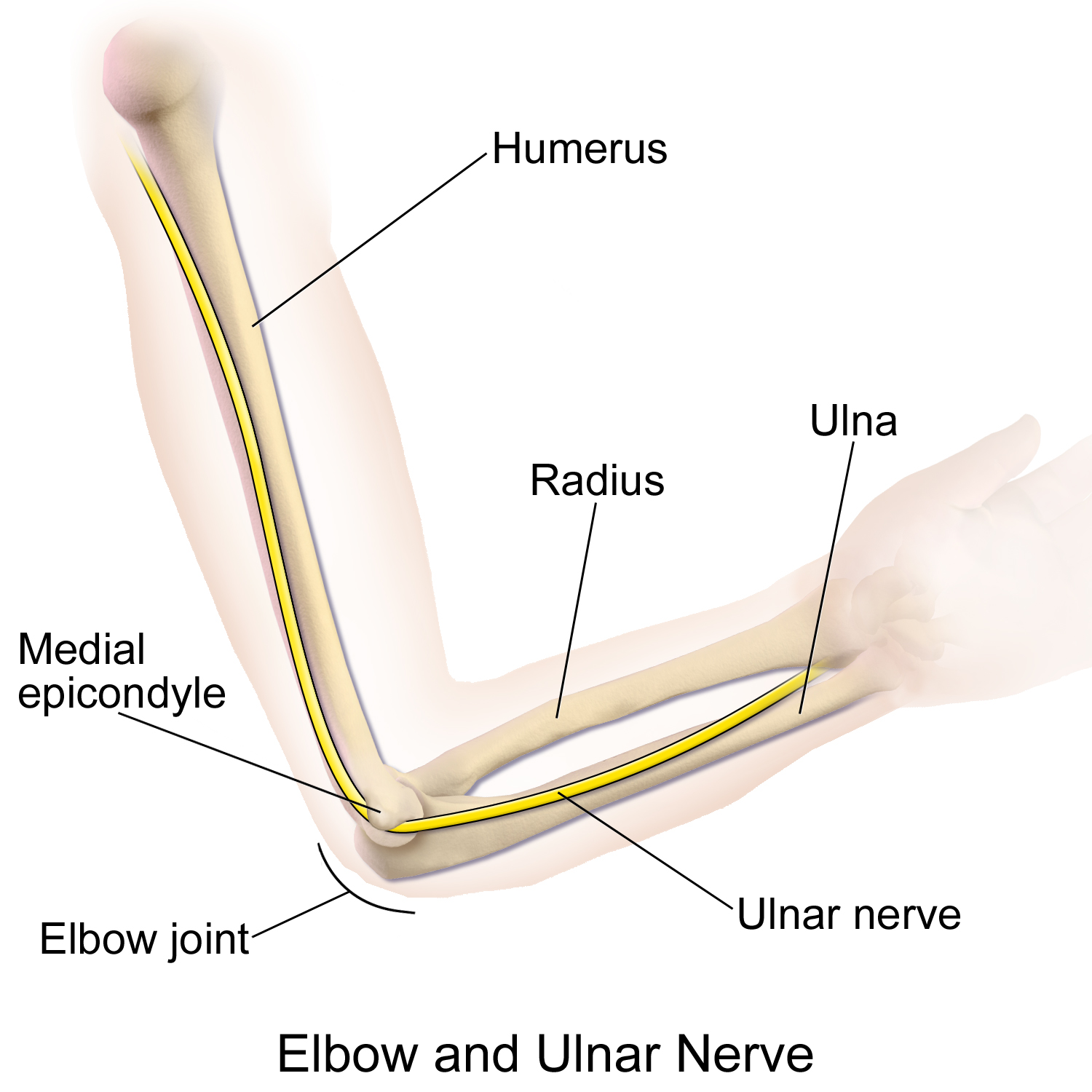
الموقع التشريحي للعصب الزندي، المنطقة المتأثرة في متلازمة النفق المرفقي.

### متلازمة النفق المرفقي
هي حالة تسبب الألم عندما يتم شد العصب الزندي أو ضغطه أو تهيجه. تعرف هذه المتلازمة أيضًا باسم "احتباس العصب الزندي". مشابهة لمتلازمة النفق الرسغي، تتسبب متلازمة النفق المرفقي في ظهور أعراض مثل الألم، والخدر، والوخز، وضعف اليد. يبدأ المرضى الذين يعانون من متلازمة النفق المرفقي في فقدان قوة أيديهم، مما يجعل الإمساك بالأشياء أمرًا صعبًا. يحدث التهيج بالقرب من المرفق، حيث يوجد النفق المرفقي. العصب الزندي في النفق المرفقي يكون عرضة للإصابة حيث أن النفق يتكون من الأنسجة الرخوة. وبالتالي، يؤدي الضغط الشديد إلى الخدر.
يُوصى باستخدام تمارين انزلاق العصب الزندي لتقليل أعراض متلازمة النفق المرفقي. يجب على المرضى الذين يمارسون تمارين انزلاق العصب الزندي تجنب وضعية التثبيت. بدلاً من ذلك، يجب عليهم تكرار تمارين انزلاق العصب مع مدى الحركة. هناك عدة طرق لتمارين انزلاق العصب الزندي، والتي تشمل ثني المرفق، تمديد المعصم، إمالة الرأس، وثني الذراع.

## مقارنات

### التمدد الساكن والتمدد الديناميكي
تمارين انزلاق العصب يمكن أن تُقلل وتُقوي الأنسجة الضامة مما يؤدي إلى زيادة قابلية التمدد للعضلات الخلفية للفخذ وزيادة الصلابة السلبية. تشير الصلابة السلبية إلى المقاومة التي تحدث أثناء التمدد في المفصل أو الأوتار أو الأنسجة الضامة. يمكن ملاحظة الزيادة الحادة في قابلية تمدد العضلات الخلفية للفخذ فورًا بعد التدخل باستخدام تمارين انزلاق العصب عند أقصى مدى للحركة. وُجد أن تمارين انزلاق العصب أكثر فاعلية قليلاً من التمدد الساكن. كانت قابلية التمدد العصبي الساكن أكبر بخمس مرات مقارنة بالتمدد الساكن. في حين أن تمارين انزلاق العصب تُحسن القدرة على تمدد العضلات الخلفية للفخذ، فإن التمدد الساكن أكثر فاعلية من حيث استرخاء التوتر. على عكس التمدد الساكن، يظهر التمدد الديناميكي نتائج مشابهة لتمارين انزلاق العصب. بالنسبة لمرونة العضلات الخلفية للفخذ، يستهدف التمدد الديناميكي عضلات الأطراف السفلية، بينما تستهدف تمارين انزلاق العصب العضلات السفلية الخلفية والأبنية العصبية. رغم أن كل من تمارين انزلاق العصب والتمدد الديناميكي لا يؤديان إلى تغييرات كبيرة في أداء التمارين، إلا أن كلا الطريقتين من التمدد تعتبران أساسيتين للتمدد قبل التمرين لتجنب الإصابات.

### المقارنة مع العلاج بالليزر
إحدى خيارات العلاج البديلة لمتلازمة النفق الرسغي هي العلاج بالليزر منخفض المستوى. تُظهر الأبحاث وجود تحسن ذو دلالة إحصائية في كل من العلاج بالليزر منخفض المستوى وتمارين انزلاق العصب. ومع ذلك، لا يُعتبر الفرق في فعالية العلاج بالليزر منخفض المستوى وتمارين انزلاق العصب كافيًا ليحل محل العلاج الطبيعي باستخدام تمارين انزلاق العصب. بالنظر إلى قابلية تنفيذ هذين العلاجين من حيث توفر الأجهزة وتكلفتهما، لا يزال يُوصى على نطاق واسع باستخدام تمارين انزلاق العصب.

## احتياطات
الأعصاب المصابة أو المحاصَرة تكون حساسة للمؤثرات الخارجية. لذلك، يجب التوقف عن تمارين انزلاق العصب أو تقليل مدى الحركة بمجرد أن يشعر المريض بالألم. يجب مراقبة ألم المرضى لتجنب المزيد من التهيج والإصابات. يُحسن الانزلاق العصبي المستمر حركة المفاصل ويساهم في التعافي بشكل أسرع. إذا لم يحدث تقدم إضافي في العلاج، يجب على المرضى زيارة الأطباء أو المعالجين للحصول على تشخيص صحيح. لا يُوصى بتمارين انزلاق العصب للأعراض الحادة أو الأضرار الشديدة، حيث تؤدي إلى سحب جذور الأعصاب مما يزيد من الأعراض وتهيج الأعصاب. عندما يتم ممارسة تمارين انزلاق العصب من قبل الرياضيين المصابين، أظهرت الدراسات أنه لا توجد آثار جانبية على أدائهم الرياضي. تشمل قياسات الأداء الرياضي مرونة العضلات الخلفية للفخذ الثنائية، وارتفاع القفز العمودي، والجري السريع، والجري المتقطع. هذا العلاج الطبيعي آمن عند ممارسته بحذر (دون التسبب في الألم). يمكن للرياضيين تضمين تمارين انزلاق العصب في جلسات الإحماء.